# اس‌ام‌اس کایزر (۱۸۷۴)
اس‌ام‌اس کایزر (۱۸۷۴) (به انگلیسی: SMS Kaiser (1874)) یک کشتی بود که طول آن ۸۹٫۳۴ متر (۲۹۳٫۱ فوت) بود. این کشتی در سال ۱۸۷۴ ساخته شد.